# جيم وين
جيم وين (بالإنجليزية: Jim Winn)‏ هو لاعب كرة قاعدة أمريكي، ولد في 23 سبتمبر 1959 في ستوكتون في الولايات المتحدة.

## وصلات خارجية
- جيم وين على موقعبيزبول رفرنس.كوم (الدوري الرئيسي) (الإنجليزية)
- جيم وين على موقعبيزبول رفرنس.كوم (الدوري الثانوي) (الإنجليزية)